# Sugarloaf (Nouveau-Brunswick)
Pour les articles homonymes, voir Sugarloaf et Pain de Sucre.
Le Pain de Sucre, la plupart du temps appelé selon son nom anglais Sugarloaf, est une montagne située à Campbellton, dans la province canadienne du Nouveau-Brunswick.
Le Sugarloaf mesure 281,1 mètres de haut et fait partie des Appalaches.
Le 9 novembre 1924, les deux sœurs Ramsay grimpèrent la montagne mais firent une chute mortelle. Deux croix rouges ont ensuite été peintes sur la paroi rocheuse pour commémorer l'événement.